# Таламело
Таламѐло (на италиански: Talamello, на местен диалект Talamèl, Таламел) е село и община в северна Италия, провинция Римини, регион Емилия-Романя. Разположено е на 386 m надморска височина. Населението на общината е 1080 души (към 2010 г.).
Общината се намира в географския район горна Валмарекия.

## История
Общината Таламело е част от провинция Пезаро и Урбино, регион Марке до 2009 г., когато участва в провинция Римини.